# Ouanda Djallé Airport
Ouanda Djallé Airport är en flygplats i Centralafrikanska republiken.   Den ligger i prefekturen Vakaga, i den nordöstra delen av landet, 700 km nordost om huvudstaden Bangui. Ouanda Djallé Airport ligger 605 meter över havet.
Terrängen runt Ouanda Djallé Airport är platt åt sydväst, men åt nordost är den kuperad.  Trakten runt Ouanda Djallé Airport är nära nog obefolkad, med mindre än två invånare per kvadratkilometer.. Närmaste större samhälle är Ouanda Djallé, 1,8 km öster om Ouanda Djallé Airport.
Omgivningarna runt Ouanda Djallé Airport är huvudsakligen savann.